# Marni Nixon
Pour les articles homonymes, voir Nixon.
Margaret Nixon McEathron dite Marni Nixon, née le 22 février 1930 à Altadena (Californie) et morte le 24 juillet 2016 à New York (État de New York),, est une chanteuse et comédienne américaine. 
Elle est surtout connue pour avoir doublé pour le chant Deborah Kerr dans Le Roi et moi (1956), Natalie Wood dans West Side Story (1961) et Audrey Hepburn dans My Fair Lady (1964), bien qu'elle n'apparaisse pas au générique.

## Biographie
Fille de musiciens, Marni (surnom formé des premières lettres de ses deux prénoms, Margaret et Nixon) apprend le violon dès 4 ans, puis fait de la figuration dans de nombreux films avant de se tourner vers le chant. Elle fait ses débuts à 14 ans dans le Los Angeles Concert Youth Chorus sous la direction de Roger Wagner, où elle se lie d'amitié avec la jeune Marilyn Horne, future grande cantatrice.
Sa voix claire de soprano léger lui vaut son premier solo à 17 ans dans Carmina Burana sous la direction de Leopold Stokowski au Hollywood Bowl. Elle étudie par la suite le chant classique avec Carl Ebert, Jan Popper, Boris Goldovsky et Sarah Caldwell. Sa carrière à l'opéra, bien que peu médiatique, comprend des rôles aussi variés que Zerbinetta dans Ariadne auf Naxos, Susanna dans Le nozze di Figaro, Blonde et Konstanze dans Die Entführung aus dem Serail, Violetta dans La traviata, La Périchole ou Philine dans Mignon.
Sa première rencontre avec le cinéma a lieu en 1948 lorsqu'elle prête sa voix aux anges dans Jeanne d'Arc de Victor Fleming avant de doubler, l'année suivante, Margaret O'Brien pour sa chanson dans Le Jardin secret. Elle enregistre pour les studios Disney le générique d'ouverture de Cendrillon (1950) et la chanson des fleurs dans Alice au pays des merveilles (1951). En 1953, elle remplace Marilyn Monroe pour les notes les plus aiguës de Diamonds Are a Girl's Best Friend dans Les hommes préfèrent les blondes. Elle double également Jeanne Crain, Ida Lupino et Janet Leigh pour les chansons.
Elle fait ses débuts à Broadway en 1954 dans la comédie musicale The Girl in Pink Tights de Jerome Chodorov, Joseph Fields, Leo Robin et Sigmund Romberg, aux côtés de Zizi Jeanmaire.
Sa première contribution majeure - et l'une des plus réussies selon de nombreux critiques[réf. nécessaire] - est Le Roi et moi en 1956. Elle passe en effet beaucoup de temps avec Deborah Kerr, qui joue le rôle d'Anna Leonowens, pour apprendre à imiter son timbre de voix et son style de jeu. Nixon a raconté qu'elle était enrhumée lors des enregistrements mais que cela contribua à vieillir un peu sa voix, à l'origine un peu jeune par rapport à celle de Kerr. Dans Getting  to Know You, les passages scandés sont prononcés par Kerr et la partie chantée par Nixon (le changement est presque imperceptible, à la différence du « panachage » ultérieur entre Hepburn et Nixon dans My Fair Lady). Le film est également pour Nixon l'occasion de retrouver  dans le chœur son amie d'enfance, Marilyn Horne.
Marni Nixon double également Deborah Kerr l'année suivante pour la chanson de Elle et lui. C'est cette dernière qui, par honnêteté, révélera qu'elle avait été doublée dans ses films, faisant mine de ne pas savoir que le contrat de Nixon comportait une clause de confidentialité. En effet, les studios imposaient à l'époque que les actrices non chanteuses soient doublées pour le chant (même lorsqu'elles en étaient capables) mais sans que leurs doublures soient créditées au générique. Dès lors, Marini Nixon devient « la plus connue des chanteuses fantômes » (« the best known of the ghost singers ») selon les termes du Los Angeles Times.

### West Side Storyet Natalie Wood
L'osmose est  moins évidente pour West Side Story (1961) : Natalie Wood enregistre l'intégralité de ses chansons et tourne le film en étant persuadée que sa voix sera conservée, alors que les producteurs trouvent dès le départ qu'elle manque de puissance et détonne dans les aigus. Marni Nixon est donc engagée pour synchroniser intégralement les chansons de Maria, imitant l'accent porto-ricain que l'actrice a pris pour le rôle tout en essayant de coller au mieux aux mouvements de ses lèvres. Natalie Wood, à qui on a fait croire que la voix de Nixon serait utilisée seulement pour remplacer quelques notes trop aiguës pour elle, est furieuse lorsqu'elle apprend qu'aucun de ses enregistrements n'a été conservé, à l'exception de la brève reprise de Somewhere a cappella au moment où  Tony meurt dans les bras de Maria.
Rita Moreno est de son côté doublée pour le chant par Betty Wand, qui avait déjà doublé Leslie Caron dans Gigi en 1958, à l'exception de quelques phrases dans America. Wand étant souffrante lors de la fin de l'enregistrement de l'ensemble Tonight Quintet, la production demande à Marni Nixon de doubler Moreno. Elle aggrave et « colore » donc légèrement sa voix et c'est elle que l'on peut entendre à partir de « We're gonna mix it tonight », assurant ainsi toutes les voix féminines de la fin du morceau.
Scandalisé par l’injuste anonymat dont souffrait Marni Nixon, Leonard Bernstein lui céda une petite partie du pourcentage de ses propres droits d’auteur que celui-ci touchait sur l’enregistrement de l’album musical du film. Ce qui assura à la chanteuse un revenu substantiel jusqu’à la fin de ses jours.

### My Fair Ladyet Julie Andrews

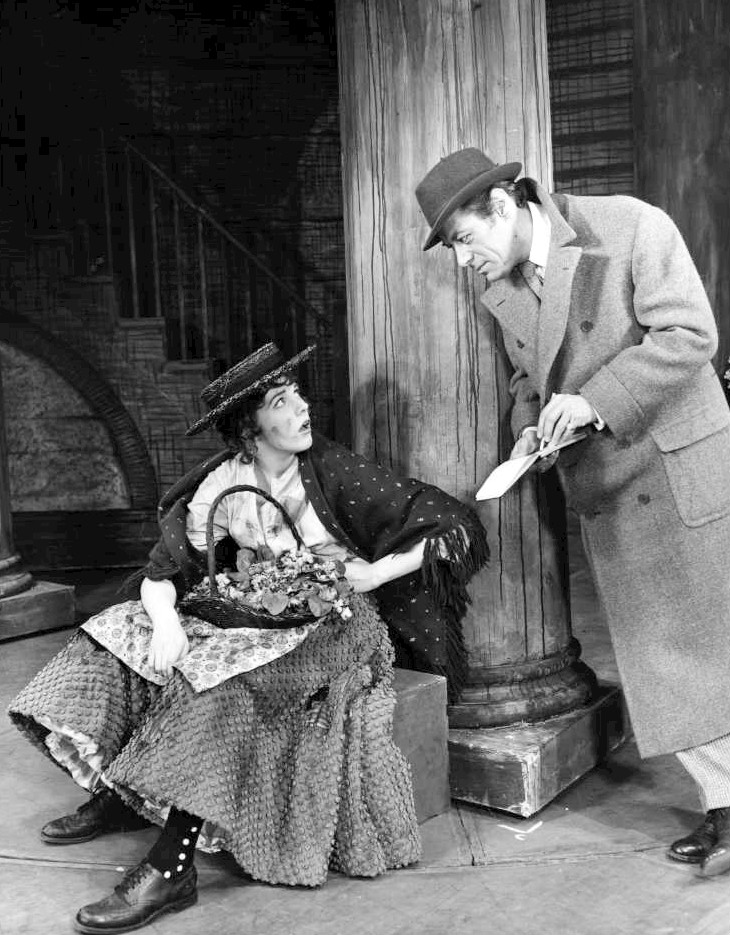
Julie Andrews et Rex Harrison lors de la création de My Fair Lady en 1957

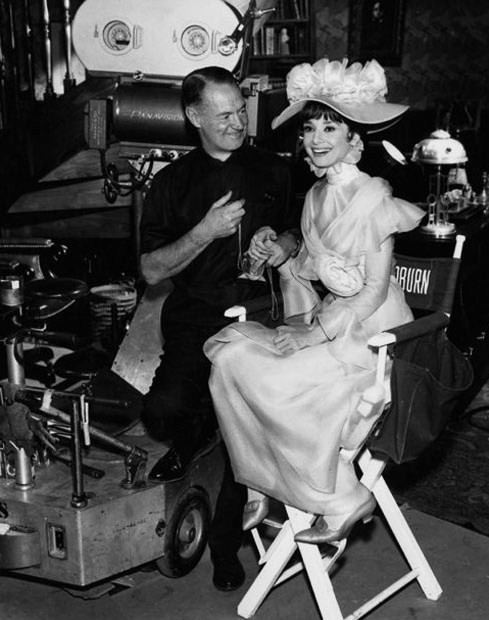
Audrey Hepburn et le directeur de la photo Harry Stradling sur le tournage de My Fair Lady en 1964

Lorsque Jack Warner décide d'adapter My Fair Lady  à l'écran, il préfère Audrey Hepburn, alors en pleine gloire, à Julie Andrews qui avait créé le rôle d'Eliza Doolittle sur scène à Broadway, mais est encore trop peu connue du public américain et a la réputation d'être « peu photogénique » (Mary Poppins  n'étant pas encore sorti). Cependant, Audrey Hepburn n'étant pas capable de chanter la plupart des chansons du film en raison de leur tessiture élevée, la production fait appel à Marni Nixon.
Hepburn enregistre Wouldn't It Be Loverly et filme la scène au son de sa propre voix, mais le tout est postsynchronisé par Marni Nixon. Hepburn enregistre également la chanson Show me, mais cette version ne sera pas utilisée et c'est la voix de Nixon qu'on entend dans le film, associée à celle de Bill Shirley qui double quant à lui Jeremy Brett. Dans le morceau I Could Have Danced All Night, Hepburn prononce seulement deux phrases dans les lignes introductives : « Bed, bed, I couldn't go to bed » et « Sleep, sleep, I couldn't sleep tonight » ; le reste est chanté par Nixon. Dans Just You Wait, les phrases graves sont d'Hepburn alors que les passages en voix de tête sont de Nixon. Finalement, Audrey Hepburn chante donc très peu dans le film. Par la suite, tous ses contrats stipuleront qu'elle doit interpréter ses chansons elle-même.
Lors de la 22e cérémonie des Golden Globes en 1965, Audrey Hepburn et Julie Andrews se retrouvèrent en compétition pour le trophée de la meilleure actrice dans un film musical ou une comédie, la première pour My Fair Lady, la seconde pour Mary Poppins. Julie Andrews remporta le prix et remercia « l'homme sans qui tout cela n'aurait pas été possible : M. Jack Warner », car si elle avait été engagée pour My Fair Lady, elle aurait dû décliner l'offre de Walt Disney. Marni a enregistré une version « seconde distribution » de la bande originale du film Mary Poppins édité par Disneyland Records avec Marni interprétant le rôle-titre,.
Lors de la 37e cérémonie des Oscars la même année, Audrey Hepburn ne fut pas nommée à l'Oscar de la meilleure actrice, mais fut longuement applaudie lorsqu'elle se présenta sur scène pour remettre l'Oscar du meilleur acteur, qui revint à son partenaire dans My Fair Lady Rex Harrison. Ce dernier dédia le prix à ses deux « fair ladies », Hepburn et Andrews, qui avait créé à ses côtés le rôle sur scène et remporta l'Oscar de la meilleure actrice ce soir-là.
Certains virent dans cet événement une consolation pour Andrews. Cette dernière déclara espérer avoir gagné « pour de bonnes raisons » mais admit plus tard qu'elle pensait que les votants avaient voulu, en lui accordant le prix, réparer une injustice. Beaucoup avaient vu d'un mauvais œil que le rôle soit confié à une actrice incapable de chanter. Andrews et Hepburn devinrent ensuite amies, par le biais de Blake Edwards, second mari d'Andrews et metteur en scène d'Hepburn dans Diamants sur canapé (1961).
Bien qu'elles se soient croisées lors de l'enregistrement de Mary Poppins, Marni Nixon, qui a repris la même année le rôle d'Eliza Doolitle sur scène, est assez nerveuse à l'idée de rencontrer Julie Andrews sur le tournage de La Mélodie du bonheur, réalisé comme West Side Story par Robert Wise et dans lequel elle interprète, cette fois à l'écran, le rôle de sœur Sophie. Mais Andrews lui serre chaleureusement la main en déclarant être une grande fan de son travail[réf. nécessaire].

### Dernières années
Après avoir enseigné le chant entre 1969 et 1971 au California Institute of Arts, elle rejoint la Music Academy of the West de Santa Barbara en 1980.
En 1998, elle est la voix chantée de Grand-mère Fa dans le long métrage d'animation des studios Disney Mulan.
Elle retrouve Broadway pour les reprises de Follies de Stephen Sondheim en 2001 et Nine d'Arthur Kopit et Maury Yeston en 2003 aux côtés d'Antonio Banderas, puis participe à une tournée de My Fair Lady en 2007, dans le rôle de Mrs. Higgins.
Elle meurt d'un cancer du sein à l'âge de 86 ans, à Manhattan où elle résidait depuis plus de 40 ans.
Elle a été mariée de 1950 à 1969 au compositeur Ernest Gold (1921-1999), avec lequel elle a eu trois enfants : un fils, Andrew (1951-2011), chanteur et compositeur, et deux filles, Martha et Melani. Elle a par la suite été mariée à un médecin, Lajos Fenster (de 1971 à 1975), et au flûtiste Albert Block (de 1983 à 2015).

## Filmographie
- 1948 : Jeanne d'Arc :  un ange - voix chantée
- 1949 : Le Jardin secret :  Mary Lennox (Margaret O'Brien) - voix chantée
- 1950 : Cendrillon : soliste du générique d'ouverture
- 1950 : Treize à la douzaine : Ann Gilbreth (Jeanne Crain) - voix chantée
- 1951 : Alice au pays des merveilles : fleurs - voix chantée
- 1953 : Jennifer : Agnes Langley (Ida Lupino) - voix chantée
- 1956 : Le Roi et moi : Anna Leonowens (Deborah Kerr) - voix chantée
- 1956 : Dance with Me, Henry : Shelley  (Gigi Perreau) - voix chantée
- 1957 : Elle et lui : Terry McKay (Deborah Kerr)  - voix chantée
- 1960 : Pepe : Janet Leigh - voix chantée
- 1961 : West Side Story : Maria (Natalie Wood) - voix chantée
- 1964 : Mary Poppins : les oies  - voix chantée
- 1964 : My Fair Lady : Eliza Doolittle (Audrey Hepburn)  - voix chantée
- 1965 : La Mélodie du bonheur : sœur Sophie
- 1998 : Mulan : Grand-mère Fa - voix chantée
- 2001 : New York, unité spéciale (saison 3, épisode 6) : Edna Dumas